# Cihuateteo

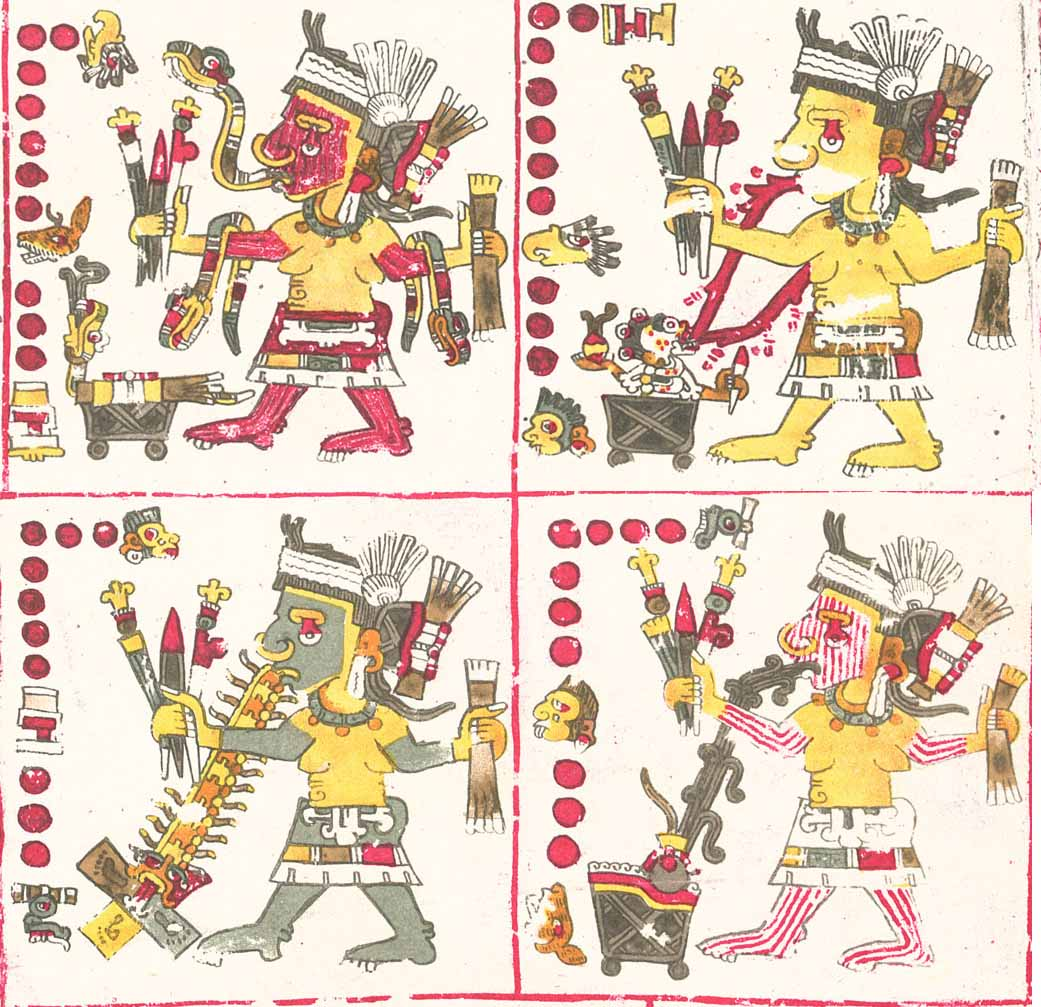
Dessins de Cihuateteo, divinités décrites dans le Codex Borgia

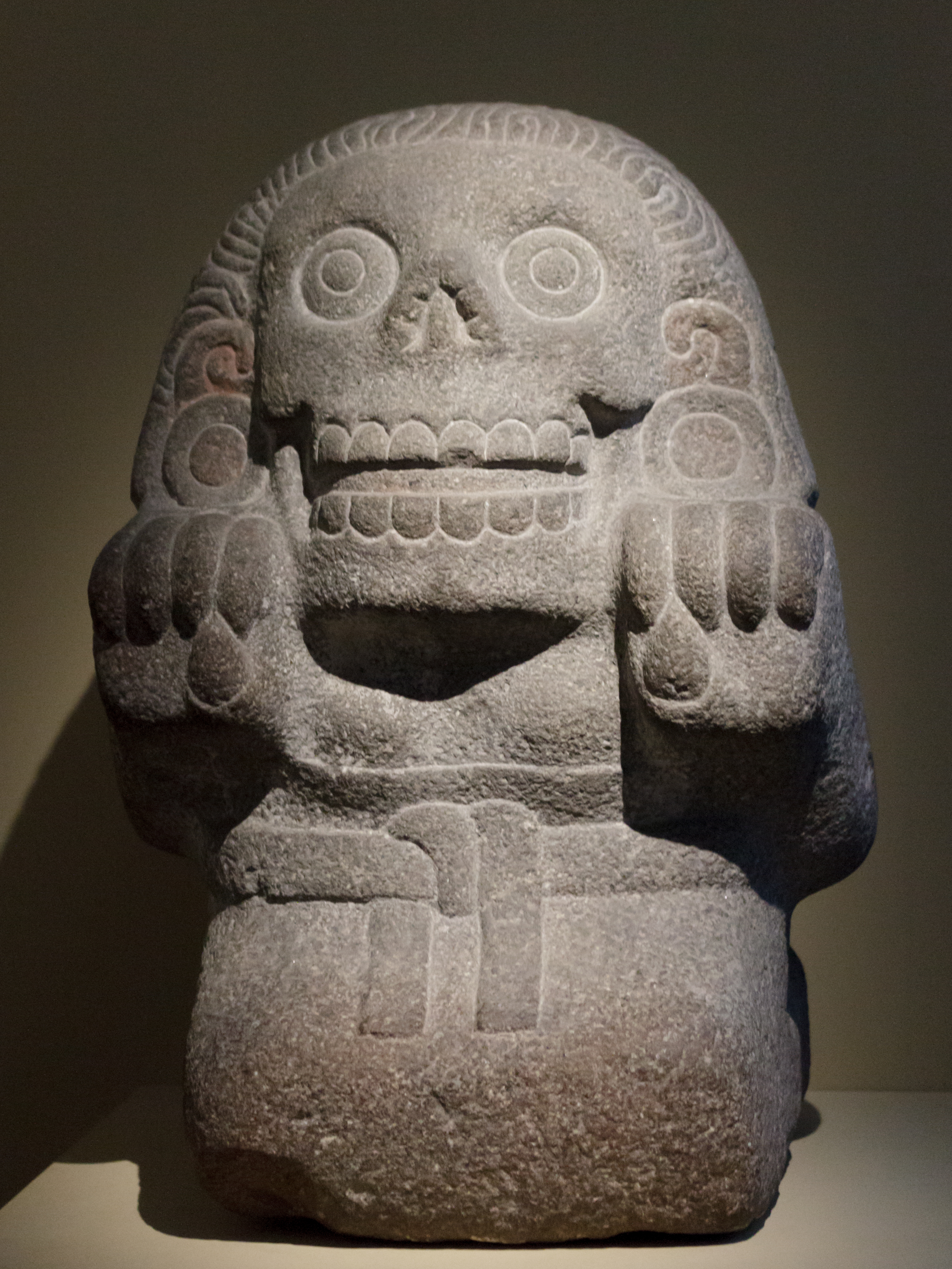
Statue de Cihuateteol en pierre volcanique.

Les Cihuateteo (ou Cihuapipiltin) sont, dans la mythologie aztèque, des esprits de femmes mortes en couches. Cette mort est considérée comme une mort au combat et ses victimes sont honorées en tant que guerriers morts. 
Alors que les guerriers morts sur le champ de bataille ou les captifs morts de la main de leurs ennemis accompagnent le soleil dans sa course matinale jusqu'à midi, les Cihuateteo l'accompagnent jusqu'à son coucher en entonnant des chants et des danses le cœur enflammé d'allégresse. 
Elles sont représentées comme des squelettes avec des griffes d'aigles. Selon Bernardino de Sahagún la cérémonie funéraire se déroule tout d'abord par la toilette du corps, du visage et des cheveux. La défunte est habillée de ses meilleures atours et est portée par son mari jusqu'au lieu d'incinération, suivi d'un cortège de sage-femme et de vieilles femmes. Lors de cette marche, le cortège est attaqué par de jeunes hommes appelés Telpochtin, qui surgissent pour emporter le corps de la défunte. Les jeunes guerriers cherchent à couper l'index des Cihuateteo pour le porter comme talisman lors de leurs premières batailles. Les membres du cortèges portent armes et boucliers tout en donnant de la voix lors de l'affrontement. S'ensuit une bataille réelle qui n'est ni un jeu, ni une moquerie.